# Dobiesz
Dobiesz (prononciation : [ˈdɔbjɛʂ]) est un village polonais de la gmina de Góra Kalwaria dans le powiat de Piaseczno de la voïvodie de Mazovie dans le centre-est de la Pologne.

## Géographie
Il se situe à environ 9 kilomètres à l'ouest de Góra Kalwaria (siège de la gmina), 10 kilomètres au sud-est de Piaseczno (siège du powiat) et à 25 kilomètres au sud de Varsovie (capitale de la Pologne).

## Histoire
De 1975 à 1998, le village appartenait administrativement à la voïvodie de Varsovie.